# Terence Boylan
Terence Boylan (irisch Traolach Ó Baoighealláin; * 10. September 1910; † 10. Januar 1991) war ein irischer Politiker (Fianna Fáil) und gehörte von 1964 bis 1973 dem Dáil Éireann, dem Unterhaus des irischen Parlaments, an.
Boylan wurde am 19. Februar 1964 im Zuge einer Nachwahl im Wahlkreis Kildare für die Fianna Fáil in den 17. Dáil Éireann gewählt und besetzte damit den vakanten Sitz des 1963 verstorbenen Abgeordneten William Norton neu. Bei den Wahlen zum 18. und 19. Dáil Éireann konnte Boylan sein Mandat jeweils verteidigen, unterlag jedoch 1973 bei den Wahlen zum 20. Dáil Éireann.